# Halictus turkmenorum
Halictus turkmenorum är en biart som beskrevs av Pesenko 1984. Halictus turkmenorum ingår i släktet bandbin, och familjen vägbin. Inga underarter finns listade i Catalogue of Life.